# Eugenia melanogyna
Eugenia melanogyna är en myrtenväxtart som först beskrevs av Carlos Maria Diego Enrique Legrand, och fick sitt nu gällande namn av Marcos Sobral. Eugenia melanogyna ingår i släktet Eugenia och familjen myrtenväxter. Inga underarter finns listade i Catalogue of Life.